# Вооружён и очень опасен (фильм, 1977)
«Вооружён и о́чень опа́сен» (полное название «Вооружён и очень опасен. Время и герои Франсиса Брет Гарта») — советский художественный фильм в жанре вестерна. Снят по роману «Габриэль Конрой» и рассказам Фрэнсиса Брета Гарта.

## Сюжет
События происходят в конце XIX века на Диком Западе, в Америке. Во время тяжёлого перехода через лес зимой на группу переселенцев нападают разбойники. Судья Флеминг умирает на руках золотоискателя Габриэля Конроя. Судья последней волей оставляет Конрою права на участок земли и карту. На словах он передаёт Габриэлю искать что-то на земле. Габриэль теряет карту, которую подбирает один из разбойников, вернувшийся на место преступления.
Проходит несколько лет. Конрой безуспешно ищет на участке земли золото или что-нибудь ещё. В город прибывает профессиональный карточный игрок Джек Гемлин и корреспондент Генри Йорк. Они устраивают расследование об истинных причинах смерти Флеминга. Местному жителю удаётся узнать тайну предпринимателя миллионера Питера Дамфи. Он был одним из преступников, убивших судью, и ему досталась карта. Дамфи нашёл золото и быстро разбогател. Дамфи безжалостно убирает с пути тех, кто знает о его тёмном прошлом. Он организует смерть местного жителя и подставляет Гемлина местной продажной полиции, как убийцу. Дамфи спасает от тюрьмы певицу из салуна Жюли и не возражает против её брака с Конроем.
Дамфи отсылает свою супругу Долорес, узнавшую о его прошлом, в отдалённое имение. Между Долорес и Джеком давно были чувства, и они вместе сбегают из города. Тем временем Дамфи и Конрой, чьи участки земли находятся по соседству, организуют концессию по поиску нефти и находят её. Однако оказывается, что самые богатые нефтью места находятся на земле Конроя и на них живут местные золотоискатели. Они не хотят покидать свою землю. Конрой поначалу обещает им, что их никто не тронет, но после поддаётся уговорам жены, шантажируемой Дамфи.
Конрой пытается отступиться и сохранить землю своих друзей. Дамфи подсылает убийц, но те, по ошибке, расстреливают беременную супругу Конроя. Концерн Конроя скупает ещё более могущественный предприниматель Тротт. Он даёт понять Дамфи, что знает о его преступном прошлом и в любой момент может сдать его правосудию. В итоге люди Тротта сжигают и разрушают нефтяной промысел Дамфи. Конрой решает вернуться к старательскому ремеслу.

## В ролях
- Донатас Банионис — Габриэль Конрой (озвучивает Александр Демьяненко)
- Мирча Верою — Джек Гемлин (озвучивает Анатолий Кузнецов)
- Людмила Сенчина — Жюли Прюдом
- Мария Плоае — Долорес Дамфи (озвучивает Валентина Талызина)
- Леонид Броневой — Питер Дамфи
- Лев Дуров — Счастливчик Чарли
- Всеволод Абдулов — Генри Йорк
- Ференц Бенце — Стрелок Гарри (озвучивает Николай Граббе)
- Ян Сханилец — Жулиан Баррето
- Альгимантас Масюлис — Адвокат Старботтл (озвучивает Юрий Саранцев)
- Григорий Лямпе — Продавец тайн
- Сергей Мартинсон — Мистер Тротт
- Олег Жаков — Судья Флемминг
- Талгат Нигматулин — Слуга Джойс
- Дмитрий Кричун — Кучер Билл

## Съёмочная группа
- Сценарий Владимир Владимирова, Павла Финна
- Постановка Владимира Вайнштока
- Оператор-постановщик — Константин Рыжов
- Художник-постановщик — Константин Загорский
- Композитор — Георгий Фиртич
- Звукооператор — Николай Озорнов
- Государственный симфонический оркестр кинематографии СССР

Дирижёр — Марк Эрмлер
- Стихи Владимира Высоцкого
- Директор фильма — Аркадий Кушлянский

Фильм снят на плёнке Шосткинского химкомбината «Свема».

## Владимир Вайншток о фильме
Картина «Вооружён и очень опасен» — вольная композиция по «Калифорнийским рассказам» Брета Гарта — стала для меня органичным продолжением серии экранизаций классиков мировой приключенческой литературы: «Дети капитана Гранта» Жюль Верна, «Остров сокровищ» Стивенсона, «Всадник без головы» Майн Рида. (…) Авторы сценария Владимир Владимиров и Павел Финн стремились выстроить такой драматический сюжет, который развёртывался бы в своеобразной атмосфере «дикого Запада». Всю эту обстановку мы по крупицам собирали на романтических страницах Брета Гарта, где в лихорадочных поисках золота и нефти с особой силой обнажились характеры.

## Съёмки
Натурные съёмки проходили в Крыму, у Белой Скалы (или Ак-Кая), где снимались многие фильмы.
Владимир Высоцкий для фильма написал семь текстов, три из которых были положены композитором Г. Фиртичем на музыку и исполнены Людмилой Сенчиной. Предполагалось, что одну из песен исполнит сам автор: 
Но всё-таки одну песню я там тоже ухватил, одну балладу, и я её в конце, на самый конец фильма, буду петь о таком… о живущем парне, который среди нас живёт, и все вопросы сам выясняет.Владимир Высоцкий. Фонограмма: Москва, Клуб НИИ прикладной механики, 21(?).12.1976 г.
Сам Высоцкий о фильме «Вооружён и очень опасен» вспоминал на концертах очень редко.